# Club Baloncesto Málaga 2021-2022
Questa voce raccoglie le informazioni riguardanti il Club Baloncesto Málaga nelle competizioni ufficiali della stagione 2021-2022.

## Stagione
La stagione 2021-2022 del Club Baloncesto Málaga è la 30ª nel massimo campionato spagnolo di pallacanestro, la Liga ACB.

## Roster
Aggiornato al 11 dicembre 2024.
| Unicaja Málaga 2021-22 | Unicaja Málaga 2021-22 |
| Giocatori              | Staff tecnico          |
| ---------------------- | ---------------------- |

| N. | Naz.                                       | Ruolo | Nome               | Anno | Alt.   | Peso   |  |
| -- | ------------------------------------------ | ----- | ------------------ | ---- | ------ | ------ |  |
| 0  | Stati Uniti (bandiera)                     | AG    | Cameron Oliver     | 1996 | 203 cm | 107 kg |  |
| 00 | Spagna (bandiera)                          | A     | Edgar Vicedo       | 1994 | 203 cm | 100 kg |  |
| 3  | Spagna (bandiera)                          | PG    | Jaime Fernández    | 1993 | 186 cm | 79 kg  |  |
| 7  | Spagna (bandiera)                          | AP    | Jonathan Barreiro  | 197  | 203 cm | 90 kg  |  |
| 8  | Spagna (bandiera)                          | G     | Darío Brizuela     | 1994 | 188 cm | 75 kg  |  |
| 9  | Spagna (bandiera)                          | P     | Alberto Díaz       | 1994 | 190 cm | 82 kg  |  |
| 11 | Serbia (bandiera)                          | C     | Dejan Kravić       | 1990 | 212 cm | 109 kg |  |
| 13 | Spagna (bandiera)                          | G     | Francisco Alonso   | 1996 | 191 cm | 84 kg  |  |
| 16 | Spagna (bandiera)                          | P     | Pablo Sánchez      | 2002 | 189 cm |        |  |
| 17 | Spagna (bandiera)                          | P     | Mario Saint-Supery | 2006 | 190 cm |        |  |
| 21 | Stati Uniti (bandiera) · Spagna (bandiera) | AG    | Tim Abromaitis     | 1989 | 203 cm | 107 kg |  |
| 30 | Stati Uniti (bandiera)                     | P     | Norris Cole        | 1988 | 188 cm | 80 kg  |  |
| 31 | Stati Uniti (bandiera)                     | PG    | Matt Mooney        | 1995 | 189 cm | 90 kg  |  |
| 32 | Spagna (bandiera)                          | C     | Rubén Guerrero     | 1995 | 213 cm | 109 kg |  |
| 33 | RD del Congo (bandiera)                    | C     | Yannick Nzosa      | 2003 | 208 cm | 97 kg  |  |
| 43 | Spagna (bandiera)                          | AG    | Carlos Suárez (C)  | 1986 | 203 cm | 106 kg |  |
| 50 | Nigeria (bandiera)                         | C     | Micheal Eric       | 1988 | 210 cm | 109 kg |  |
| 83 | Francia (bandiera)                         | AP    | Axel Bouteille     | 1995 | 201 cm | 82 kg  |  |
| -  | Spagna (bandiera)                          | AC    | Álvaro Folgueiras  | 2005 | 206 cm | 94 kg  |  |
| -  | Spagna (bandiera)                          | G     | Ruben Vicente      | 2005 | 182 cm |        |  |

| Allenatore |
| - Fōtīs Katsikarīs (fino al 6 febbraio) - Ibon Navarro (dal 10 febbraio)                                      |
| Assistente/i                                                                                                  |
| - Paco Aurioles - Alberto Miranda - Ángel Sánchez-Cañete Legenda - (C) Capitano - (IN) Inattivo - Infortunato |

## Mercato

### Sessione estiva
| Acquisti | Acquisti          | Acquisti    | Acquisti      | Acquisti |
| R.a      | Nome              | da          | Modalità      |          |
| -------- | ----------------- | ----------- | ------------- | -------- |
| P        | Norris Cole       | ASVEL       | svincolato    |          |
| AP       | Jonathan Barreiro | Saragozza   | svincolato    |          |
| A        | Edgar Vicedo      | Estudiantes | svincolato    |          |
| AG       | Ismael Tamba      | Marbella    | fine prestito |          |
| C        | Micheal Eric      | CSKA Mosca  | svincolato    |          |

| Cessioni | Cessioni       | Cessioni          | Cessioni       | Cessioni |
| R.       | Nome           | a                 | Modalità       |          |
| -------- | -------------- | ----------------- | -------------- | -------- |
| P        | Gal Mekel      | Free agent        | fine contratto |          |
| AP       | Pablo Tamba    | Idaho St. Bengals | fine contratto |          |
| AP       | Adam Waczyński | Saragozza         | fine contratto |          |
| AG       | Ismael Tamba   | Zamora            | rescissione    |          |
| AC       | Deon Thompson  | Leones de Ponce   | fine contratto |          |
| C        | Malcolm Thomas | Free agent        | fine contratto |          |

### Dopo l'inizio della stagione
| Acquisti | Acquisti       | Acquisti         | Acquisti         | Acquisti   |
| R.       | Nome           | da               | Data             | Modalità   |
| -------- | -------------- | ---------------- | ---------------- | ---------- |
| PG       | Matt Mooney    | Free agent       | 31 gennaio 2021  | svincolato |
| C        | Dejan Kravić   | S.P. Burgos      | 28 gennaio 2022  | svincolato |
| AG       | Cameron Oliver | South Bay Lakers | 25 febbraio 2022 | svincolato |

| Cessioni | Cessioni      | Cessioni        | Cessioni         | Cessioni       |
| R.       | Nome          | a               | Data             | Modalità       |
| -------- | ------------- | --------------- | ---------------- | -------------- |
| A        | Edgar Vicedo  | Fuenlabrada     | 15 ottobre 2021  | fine contratto |
| P        | Pablo Sánchez | Melilla         | 24 dicembre 2021 | prestito       |
| P        | Norris Cole   | Bourg-en-Bresse | 21 marzo 2022    | rescissione    |